# Godmother
O Godmother é uma bebida alcoólica, ou um coquetel feito com as bebidas vodca e amaretto. Tipicamente, a bebida é servida com gelo em um copo de vidro do tipo old fashioned. O coquetel é classificado pela International Bartenders Association (IBA) como um "clássico e contemporâneo" e ideal para consumo após uma refeição.

## História
O Godmother é uma bebida relativamente recente. Após a popularização do coquetel Godfather nos anos 1970, surgiram variações elaboradas com alterações ou inclusão de um ou mais ingredientes principais.  Entre as variações, uma das mais comuns é o Godmother, que é elaborado com a substituição do uísque por vodca.
Na página oficial da IBA, o nome da bebida aparece escrito com duas palavras separadas: "God Mother".

## Receita
A receita do coquetel é simples e minimalista e não exige experiência para sua manipulação. Por conter apenas dois ingredientes alcoólicos, é considerado um "duo". Segundo a IBA, o coquetel é de consumo pós-janta e possui a seguinte receita:
- 35 ml de vodca;
- 35 ml de amaretto.

Despeje todos os ingredientes diretamente num copo do tipo old fashioned, cheio de cubos de gelo. Agite suavemente.